# Aaron Hunt
Aaron Hunt (* 4. září 1986, Goslar, Západní Německo) je německý fotbalový záložník a reprezentant, v současnosti působí v německém klubu Hamburger SV. Má německého otce a anglickou matku.

## Klubová kariéra
Aaron Hunt hrál za mládežnické týmy a rezervu SV Werder Bremen předtím, než debutoval v A-týmu. V květnu 2014 se domluvil na angažmá ve VfL Wolfsburg.
Koncem srpna 2015 před uzavírkou letních přestupů odešel do klubu Hamburger SV.

## Reprezentační kariéra
Vzhledem ke svému původu si mohl vybrat, zda bude reprezentovat Anglii nebo Německo, rozhodl se pro Německo. Proti Anglii si zahrál v listopadu 2006 v baráži o Mistrovství Evropy U21 2007 v Nizozemsku, po ní dostal dvouzápasový distanc za nesportovní chování. Německo podlehlo ve dvou zápasech (0:1 venku a 0:2 doma) a na závěrečný turnaj se tedy nekvalifikovalo.
6. listopadu 2009 byl nominován do A-mužstva Německa pro dvojici přátelských zápasů s Chile (14. listopadu) a Pobřežím slonoviny (18. listopadu). Utkání s Chile bylo zrušeno, Hunt debutoval až proti Pobřeží slonoviny, dostal se na hřiště v závěru zápasu (remíza 2:2).